# Hans Moser (Politiker, 1895)
Hans Moser (laut Taufbuch Johann Bapt.) (* 25. Juni 1895 in Tschierweg, Obermillstatt; † 20. Juli 1963 ebenda) war ein österreichischer Landwirt und Politiker.

## Leben
Moser war der Sohn des Landwirts und Besitzers der Weixlerhube Johann Moser (* 25. Jänner 1862) und dessen Ehefrau Katharina geb. Meixner (* 13. März 1865).
Moser besuchte die Volksschule und landwirtschaftliche Fortbildungskurse. 1913 meldete er sich freiwillig zum Militärdienst, besuchte die Unteroffiziersschule und leistete 46 Monate Kriegsdienst. Dabei wurde er mit der silbernen Tapferkeitsmedaille I. Klasse und II. Klasse, der brozenen Tapferkeitsmedaille und der Verwundetenmedaille ausgezeichnet. Nach 1918 war er Landwirt in Tschierweg.
Er war römisch-katholisch und heiratete am 3. Februar 1921 Josefine Hohenwarter (* 18. März 1898; † 12. Februar 1981). Aus der Ehe gingen acht Töchter und acht Söhne hervor.

## Politik
Er war 1933 bis 1937 Bürgermeister der ehemaligen Gemeinde Obermillstatt. Weiters Obmann des landwirtschaftlichen Bezirksausschusses Millstatt, Landesbauernrat im Kärntner Bauernbund und Ortsschulratsmitglied der Schule Millstatt.
Im Ständestaat war er vom 19. November 1934 bis zu seinem Rücktritt am 11. November 1937 als Vertreter von Land- und Forstwirtschaft Mitglied im Ständischen Kärntner Landtag. Im Landtag war er Mitglied des Wirtschaftsausschusses. Nachfolger im Landtag wurde Karl Irsa.